# Myceliospongia araneosa
Myceliospongia araneosa is een sponssoort in de taxonomische indeling van de gewone sponzen (Demospongiae). Het lichaam van de spons bestaat uit kiezelnaalden en sponginevezels, en is in staat om veel water op te nemen. 
De spons komt uit het geslacht Myceliospongia. Myceliospongia araneosa werd in 1998 beschreven door Vacelet & Perez.